# Кокшаров, Александр Эдуардович
Алекса́ндр Эдуа́рдович Кокшаро́в (род. 20 декабря 2004, Целе, Словения) — российский футболист, нападающий клуба «Краснодар». Сын олимпийского чемпиона гандболиста Эдуарда Кокшарова.

## Клубная карьера
Воспитанник Академии ФК «Краснодар».
В составе команды клуба «Краснодар» в сезоне 2020/21 стал чемпионом Юношеской футбольной лиги среди игроков до 18 лет, в сезоне 2021/22 — серебряным призёром ЮФЛ до 19 лет.
С сезона 2022/23 — игрок Молодёжной футбольной лиги. В том же сезоне дебютировал за главную команду «Краснодара»: 28 сентября в домашнем матче Кубка России против клуба «Пари Нижний Новгород» (2:0) вышел на замену на 90-й минуте. В премьер-лиге первый матч сыграл 3 октября 11-м туре чемпионата против самарских «Крыльев Советов» (0:0), выйдя на замену на 88-й минуте.
21 мая 2023 года забил первый гол в Премьер-лиге — в ворота «Ростова».
1 ноября 2023 года оформил дубль в ворота московского «Спартака» в матче группового этапа Пути РПЛ Кубка России 2023/24.
В январе 2025 года был отпущен в аренду в «Пари Нижний Новгород». 1 марта 2025 года в первом же официальном матче за клуб против «Акрона» в чемпионате забил и отдал голевой пас.

## Карьера в сборной
15 ноября 2023 года дебютировал за молодёжную сборную России, отметившись дублем и ассистом в матче против сборной Беларуси до 21 года (3:1). 19 ноября в следующей игре сборной — неофициальном матче с минским «Динамо» — также забил два гола (3:4).
14 ноября 2024 года, вернувшись после длительного отсутствия из-за травмы, в товарищеском матче молодёжной сборной России против молодёжного состава «Флуминенсе» забил победный гол (2:1).

## Статистика

### Клубная
| Выступление      | Выступление      | Выступление      | Чемпионат | Чемпионат | Кубки | Кубки | Итого | Итого |
| Клуб             | Лига             | Сезон            | Игры      | Голы      | Игры  | Голы  | Игры  | Голы  |
| ---------------- | ---------------- | ---------------- | --------- | --------- | ----- | ----- | ----- | ----- |
| → Краснодар-2    | ФНЛ              | 2022/23          | 3         | 0         | —     | —     | 3     | 0     |
| → Краснодар-2    | 2-я лига «А»     | 2023/24          | 7         | 2         | —     | —     | 7     | 2     |
| → Краснодар-2    | 2-я лига «А»     | 2024/25          | 2         | 0         | —     | —     | 2     | 0     |
| → Краснодар-2    | Итого            | Итого            | 12        | 2         | —     | —     | 12    | 2     |
| Краснодар        | Премьер-лига     | 2022/23          | 7         | 1         | 2     | 1     | 9     | 2     |
| Краснодар        | Премьер-лига     | 2023/24          | 6         | 0         | 3     | 2     | 9     | 2     |
| Краснодар        | Премьер-лига     | 2024/25          | 0         | 0         | 2     | 0     | 2     | 0     |
| Краснодар        | Итого            | Итого            | 13        | 1         | 7     | 3     | 20    | 4     |
| → Пари НН        | Премьер-лига     | 2024/25          | 5         | 1         | 0     | 0     | 5     | 1     |
| → Пари НН        | Итого            | Итого            | 5         | 1         | 0     | 0     | 5     | 1     |
| Всего за карьеру | Всего за карьеру | Всего за карьеру | 30        | 4         | 7     | 3     | 37    | 7     |

### Сборная
Молодёжная сборная России
| № | Дата           | Оппонент | Счёт | Голы    | Пасы | Карточки | Минуты  | Соревнование      |
| - | -------------- | -------- | ---- | ------- | ---- | -------- | ------- | ----------------- |
| 1 | 23 ноября 2023 | Беларусь | 3:1  | 45′ 65′ | 1    | —        | 68' 68' | Товарищеский матч |

Итого: сыграно матчей: 1 матч / забито голов: 2; победы: 1, ничьи: 0, поражения: 0.